# Dällikon
Dällikon (gzu. Tälike) – miejscowość i gmina (Politische Gemeinde) w północnej Szwajcarii, w kantonie Zurych, w okręgu (Bezirk) Dielsdorf.

## Demografia
W Dällikonie mieszka 4271 osób. W 2021 roku 30,7% populacji gminy stanowiły osoby urodzone poza Szwajcarią.